# Servicio Médico Nacional de Empleados
El Servicio Médico Nacional de Empleados (Sermena) de Chile, que funcionó entre 1942 y 1979, atendía las prestaciones de asistencia médica y dental de los empleados públicos y privados bajo la modalidad de un sistema administrativo o de libre elección (bonos), a diferencia del Servicio Nacional de Salud (SNS) que atendía los obreros y el resto de la población del país. 
El Sermena fue creado en 1942 por la fusión de los departamentos de salud de la Caja Nacional de Empleados Públicos y Periodistas (CEPP) y la Caja de Previsión de Empleados Particulares (Empart). Posteriormente, fue reorganizado por la Ley N° 16.781 de medicina curativa de 1968, la cual ofrece la modalidad de libre elección a los empleados públicos y particulares, de la cajas provisionales distintas del Servicio de Seguro Social (SSS), así como a los jubilados y sus familiares.
Inicialmente, las prestaciones y acciones de salud del Sermena se realizaban exclusivamente en sus recintos, pero con la creación del SNS en 1952, se estableció una serie de convenios para el uso de sus recintos y personal médico.
Fusionado junto con el SNS en 1979 en el Sistema Nacional de Servicios de Salud, asume la modalidad de libre elección médica el Fondo Nacional de Salud (Fonasa).

## Organización
Los órganos directivos superiores eran:
- El vicepresidente ejecutivo, un médico chileno, designado por el presidente de la República.
- El Consejo Asesor del Sermena, integrado por representantes de CEPP, Empart y la Caja de la Marina Mercante, afiliados nombrados por el presidente y un representante del Colegio Médico de Chile.

Administrativamente, desde 1958 estaba organizada en cinco departamentos: Médico y Reposos, Coordinador Técnico, Inspección y Contabilidad y Odontológico. Territorialmente se organizaba en 14 Servicios Médicos Regionales.